# Australian Independent Record Labels Association
L'Australian Independent Record Labels Association o Association of Independent Record Labels, anche conosciuta con l'acronimo AIR, è una associazione di categoria non a scopo di lucro dalle etichette discografiche indipendenti australiane, al fine di essere supportate nello sviluppo di questo specifico settore della piccole e medie imprese. La AIR rappresenta etichette discografiche di proprietà australiana e artisti indipendenti con sede in Australia che lavorano senza il sostegno delle major.
L'Air è stata fondata Sydney nel 1996 e ora si trova a Melbourne. Nel 2000, ha fondato le Independent Music Charts, conosciute anche come AIR Charts, che seguono le vendite degli artisti indipendenti su base settimanale e mensile e dal 2006 sono stati eseguiti i premi annuali di musica indipendente, o AIR Awards per celebrare i singoli e gli album australiani più venduti dell'anno.

## Associati
La Air ha iniziato come una piccola associazione con 25 aziende associate divenendo poi una realtà con oltre 200 membri finanziari in tutti i settori dell'industria musicale australiana. Tra le etichette indipendenti più rilevanti possiamo trovare la Head Records, Shock Records, Elefant Traks, Obese Records, Dew Process, Liberation Music, Plus One Records, Remote Control Records, MGM Distribution, UNFD – We Are Unified, Ivy League Records, Vitamin Records, Eleven: A Music Company, Red Cat Records, Illusive Sounds, Future Classic, Casadeldisco Records and Jarrah Records.
Nel 2019 la Air contava ha circa 350 membri.